# Claude Moisy
Claude Moisy (Caen, 26 de junio de 1927 - 21 de septiembre de 2020) fue un periodista y escritor francés, presidente de la Agencia France-Presse entre 1990 y 1993.

## Biografía
Moisy comenzó su carrera periodística en el diario Ouest-France. Pasó gran parte de su trayectoria en los Estados Unidos para la Agencia France-Presse (AFP), presidiéndola entre 1990 y 1993, período de crisis económica en Francia. A lo largo de su carrera en la AFP cubrió los acontecimientos en Rangún, Delhi, Londres y Washington D. C., donde informó sobre el escándalo del Watergate. Le sucedió al frente de la AFP Lionel Fleury.
Claude Moisy murió el 21 de septiembre de 2020 a los noventa y tres años.

## Obra
- La Birmanie (1963)
- L'Amérique sous les armes (1970)
- Nixon et le Watergate: La chute d'un président (1994)
- Foreign News Flow in them Information Age (1996)
- L'Amérique en marche arrière (1996)
- John F. Kennedy (1917–1963) (2003)
- Le citoyen Genêt. La révolution française à l'assaut de l'Amérique (2007)